# WZ-8 (航空機)
WZ-8
中国国際航空宇宙博覧会のWZ-8 (2022年)
- 分類：極超音速偵察無人機
- 設計者： 中国
- 製造者：中国航空工業集団
- 運用者：中国人民解放軍空軍

WZ-8（無偵-8、簡体字：无侦-8、英語：WZ-8、DR-8）は、中国の偵察用高高度超音速無人航空機。

## 概要
2015年に初飛行を行い、2019年10月1日に中華人民共和国建国70周年記念の軍事パレードで公開され、シリアル番号から中国人民解放軍空軍東部戦区空軍第10爆撃機師団第30航空連隊に配備されているとされる。
機体はステルス性のある全面黒色塗装で形状はデルタ翼で主翼端にはウィングレット状の垂直尾翼が配置され、上部に2つのフックがあることから戦略爆撃機のH-6Nに懸吊で機外搭載して空中発射するとされる。
類似するアメリカ合衆国の高速無人偵察機のD-21と異なり、エアインテークがなくロケットエンジンあるいは複合サイクルエンジンを動力としてマッハ3以上まで加速して高度4万メートルを飛行して滑空しながらデータを収集して引き込み式のランディング・ギヤ（着陸装置）で地上に帰還する能力があるとされる。

## 要目

### 諸元
- 乗員：無し
- 全長：11.5m
- 翼幅：6.7m
- 全高：2.2m
- 動力：YF50 ロケットエンジン × 2基

### 性能
- 巡航速度：7,408–8,643 km/h, マッハ6~7
- 上昇限界：50,000m (160,000ft)
- 航続距離：2,400km